# Pawężnicowate
Pawężnicowate (Peltigeraceae Dumort.) – rodzina grzybów z rzędu pawężnicowców (Peltigerales).

## Systematyka
Pozycja w klasyfikacji według Index FungorumPeltigeraceae, Peltigerales, Lecanoromycetidae, Lecanoromycetes, Pezizomycotina, Ascomycota, Fungi.
RodzajeWedług aktualizowanej klasyfikacji Index Fungorum bazującej na Dictionary of the Fungi do rodziny tej należą rodzaje:
- Dendriscocaulon Nyl. 1885
- Emmanuelia Ant. Simon, Lücking & Goffinet 2020
- Emmanuelia Ant. Simon, Lücking & Goffinet 2020
- Peltigera Willd. 1787 – pawężnica
- Sinuicella D.F. Stone, McCune & Miadl. 2021
- Solorina Ach. 1808 – dołczanka

Nazwy polskie według W. Fałtynowicza.